# 奎利尼·斯坦帕里亚基金会

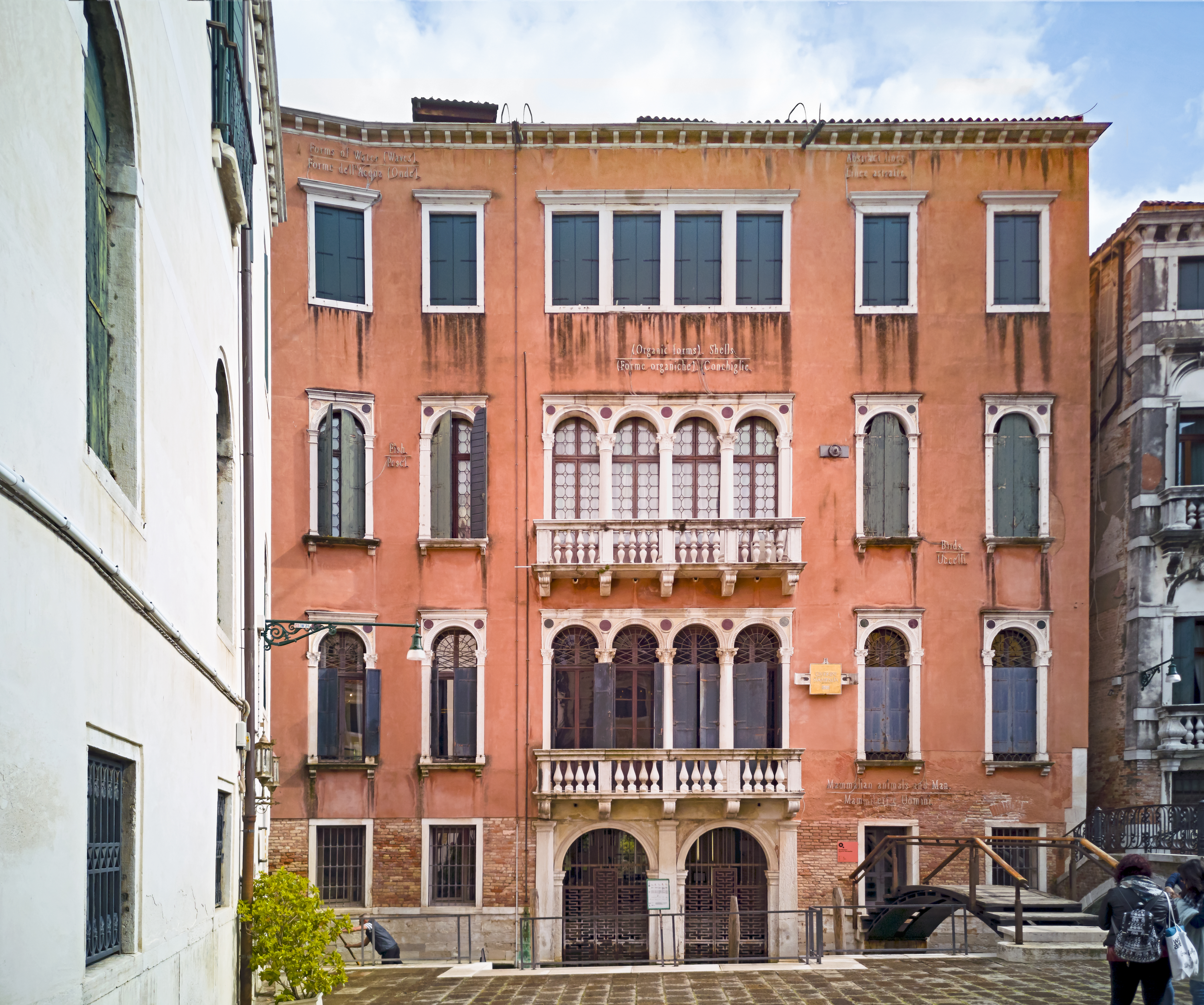
奎利尼·斯坦帕里亞基金會入口廊橋

奎利尼·斯坦帕里亞基金會是威尼斯一個涵蓋大部分威尼斯歷史，並記錄奎利尼家族名流生活的機構。由奎利尼·斯坦帕里亞家族的裘梵尼伯爵（最後一位繼承人）在1869年於威尼斯創立。基金會十分支持並發展文化交流活動，推廣古老藝術與現代藝術結合的文化及藝術展出，是世界久負盛名的現代藝術展館及主辦單位之一。
基金會拥有一座圖書館、一間博物館以及可以舉辦臨時展覽活動的場地。基金會大樓坐落於威尼斯有趣的文化複合體—奎利尼·斯坦帕里亞宮殿中。傳承創立者的建館理念, 圖書館每日對外開放至深夜，節假日也開放至晚上，提供市民及遊客便利並因此受到大家相當地喜愛。博物館收藏了18世紀和新古典主義的家具、瓷器、雕塑、地球儀及14至20世紀油畫，油畫多為威尼斯畫派的作品。為博物館營造出濃厚古老的貴族宮殿氛圍，在完整地保存18世紀威尼斯貴族生活原貌的同時，博物館內不定期舉辦展出，大力推廣世界文化與藝術交流。
1963年，建築師卡羅史·卡爾巴對這座16世紀宮殿的一樓進行整修，令其成為意大利20世紀最講究、最具貴族氣息的建築。到了90年代，建築師馬利歐·菠塔主持大面積的翻修改造。時至今日，在同一地點，人們可以欣賞到不同的文化和藝術：驚世名品陳列威尼斯古老的宮殿中，斯奎利尼·斯坦帕里亞基金會也因此得到學習、文化交流和展出傑出會館的美譽。

## 歷史
基金會的歷史要追溯到奎里尼·斯坦帕利亞家族的古老故事，尤其是這個家族的最後一位繼承人喬瓦尼伯爵。他在1868年向威尼斯城捐贈他的所有財產, 其中包括房產、個人財產、書籍及藝術收藏品，且全部為大眾所用。依據他的遺囑，奎里尼斯坦帕利亞基金會得以成立，旨在推動“研究和實用學科”。基金會在其他文化機構都關閉時也對遊人開放，因而深受市民喜愛。

### 奎里尼斯坦帕利亞家族
奎里尼家族的起源非常古老，發源地大概要追溯到Eraclea或Cittanova。這個家族是威尼斯城的創始者之一。十三世紀末，奎里尼的家系非常富有。在過去的幾個世紀裡，他們一直參與城市的政治、藝術和經濟等議程。1310年，Bajamonte Tiepolo和Marco Querini對當時在位之總督Pietro Gradenigo的政策有所不滿，因而策劃並率領了謀反，史稱“The Conspiracy of Venice”。當年這一舉動令奎里尼斯坦帕利亞家族的名譽受損，因此該家族被永久的剝奪了參選總督之位的政治權利。
時光推移，這個大家庭後來演變出許多分支，其中包括著名的Santa Maria Formosa家族。到了14世紀，Zuanne Querini在多德卡尼斯群島買下Astipalea島 （此島於1527年在戰亂中被土耳其征服並被命名為Stampalia）。在共和國倒台時，Alvise Querini成為巴黎的威尼斯大使。他是第一個用Stampalia區分自己名份的人。自這個名字在米蘭拿破崙法院完成審核的那一刻，Querini Stampalia就代表這個家族及其基金會。兩位十八世紀的代表人物：紅衣主教、明光學者、Brescia Queriniana圖書館的創始人、歐洲文化生活領導成員之一的安傑洛瑪麗亞及開明的政治家、贊助家和Carlo Goldoni的擁護者安德烈便是其家族成員。當年安德烈要好的朋友Pietro Longhi為其起居室举行七個聖禮。

### Giovanni伯爵
生於1799年的Giovanni伯爵是Querini Stampalia家族的最後一位繼承人。在共和國倒台時，他的父親Alvise Querini曾在巴黎擔任過威尼斯共和國的大使。他的母親Maria Teresa Lippomano性格活潑，在完成法律學位後，她選擇了在寬敞實驗室裡追尋藝術、文學、化學、物理和自然科學的道路。與此同時，Maria也致力於管理祖先的藏書並將其發揚光大。Giovanni (Alvise) 不僅是一個明智的家族遺產管理者，也是一個現代商人。為了增長見識，他廣泛的周遊世界列國。他除了擔任過許多行政職務，也曾是眾多文化和人民機構的成員。在伯爵1869年去世時，他把自己所有的財產留給了威尼斯城乃至全世界，遺產包括歷史悠久的家族宮殿、土地、房屋、書籍、印刷文獻、名畫、傢具、藝術品、錢幣和獎牌。為了完成 Giovanni伯爵的夙願，也就是創建一個“促進研究和實用學科”的基金會，基金會在其他文化機構都關閉時也對遊人開放。

## 图书馆
奎里尼·斯坦帕利亚图书馆为公众提供超过350000本的古今书籍，收藏图书种类繁多。它与威尼斯市政府签署协议作为威尼斯的公民图书馆, 在这座历史悠久的城市中担任不可替代的重要角色。 图书馆每日开放至深夜，节假日期间也对外敞开大门。年满16岁的用户即可免费使用图书馆所提供的设施与服务。在图书馆内，公众可阅览约32000本书籍和超过350种杂志与期刊，还有20种不同种类的报纸以供选阅。图书馆的工作人员同时担任文献的研究顾问。在图书馆内设有无线WIFI。

## 博物館
奎里尼·斯坦帕利亞基金會博物館是宮殿博物館的完美範例。它坐落於威尼斯的中心，也是全歐洲保存最完好的博物館之一。這座堆砌高貴地板的宮殿完整的再現了當年奎里尼·斯坦帕利亞家族的宏偉宅所。其古老的收藏中包含珍貴的家具、繪畫、瓷器、地球儀、面料和雕塑。富麗堂皇的房屋被石膏和壁畫所覆蓋，在典雅的氛圍中演繹一段悠久的歷史故事。
這所宮殿博物館於1869年向公眾開放。長久以來，博物館通過傳統和文化典故的傳承來反映威尼斯人的生活方式，以及這座城市在世界上獨一無二的歷史。作為一個歷史悠久的豪宅，在保存古典氣息的同時，這所博物館也向新奇事物、音樂會、古典和現代藝術展覽敞開大門。

## 現代藝術
自1950年代初，在Giuseppe Mazzariol擔任基金會主席期間，奎里尼·斯坦帕利亞基金會著手研究並發展當代藝術，並邀請相關專家學者針對奎里尼基金會的歷史和風格各抒己見，這些開放式的討論一直延續至今。後續的討論不單延伸至建築和當代藝術領域，還包括文學、詩歌、舞蹈、圖形和設計等不同領域。 	

### 建築
奎里尼·斯坦帕利亞宮由三位風格迥異的建築師Carlo Scarpa、Valeriano Pastor和Mario Botta共同建造完成, 他們一同為這座16世紀的宮殿增色不少。在Giuseppe Mazzariol的指導下，Carlo Scarpa在1959年至1963年期間恢復部分地板。Valeriano Pastor在20世紀80年代至90年代期間設計了一個可以把宮殿地板和各種繁複建築物的地板之間連接起來的系統。Mario·Botta在1994年通過對客房和服務的重組完成對住宅的大幅翻新。

### 當代藝術
奎里尼·斯坦帕利亞基金會自成立以來，始終代表威尼斯的新興文化，特別是近年來發展的關於當代藝術的項目。作為威尼斯雙年展國際藝術展的一部分，基金會還邀請了一些具有相當影響力的藝術家在基金會的文化歷史背景下進行創作並舉辦展覽。主要參展藝術家包括：Lothar Baumgarten、Ilya & Emilia Kabakov、Kiki Smith、Mona Hatoum、Marisa Merz。
奎里尼·斯坦帕利亞基金會以“保存未來”之項目，與當代藝術家互動，促使藝術家和基金會一同實踐理念，分享當代藝術家如何看待與理解這些過往的文化遺產並呈現與基金會一同合作的當代藝術項目與展示其結果。與此同時，基金會還與威尼托區和其他合作夥伴合作，開發了一系列豐富多彩的節目。主要合作藝術家有：Margarita Andreu、Giuseppe Caccavale、Elisabetta Di Maggio、Candida Höfer、Giulio Paolini、Remo Salvadori。

## 地址
該基金會位於聖馬可大教堂和里阿爾橋之間，包含住宅、檔案室、圖書館、佈滿繪畫與古典傢具的博物館、以及奎里尼·斯坦帕利亞藝術展廳。基金會位於威尼斯卡斯特羅區的聖瑪麗亞·福爾摩沙教堂正南。長期以來, 基金會向大眾免費開放設施場所，並致力於文化交流和學術研究。

## 外部連結
- 基金会官网 （页面存档备份，存于）

45°26′11″N 12°20′28″E / 45.436278°N 12.341069°E